# Hydropsyche macleodi
Hydropsyche macleodi là một loài Trichoptera trong họ Hydropsychidae. Chúng phân bố ở miền Tân bắc.